# フーゴー・シューハルト
フーゴー・エルンスト・マリオ・シューハルト（Hugo Ernst Mario Schuchardt、1842年2月4日 – 1927年4月21日）は、ドイツ出身でオーストリアで活躍した言語学者、文献学者。
ロマンス語が専門だが、ほかにバスク語、ケルト語、クレオール他の混合言語などを広く研究した。また、青年文法学派の印欧比較言語学への批判でも知られる。

## 生涯
シューハルトはテューリンゲン州ゴータで生まれた。1859年にイェーナ大学に入学、クーノ・フィッシャーやアウグスト・シュライヒャーに学んだ。1861年にはボン大学に移り、オットー・ヤーン、フリードリヒ・リッチュル、フリードリヒ・ディーツに学んだ。
1870年にライプツィヒ大学の私講師に就任、1873年にハレ大学のロマンス語文献学教授に就任した。
1876年にオーストリアのグラーツ大学に移り、1900年に退官した。グラーツでは母の名にちなんで「ヴィラ・マルヴィーネ」と命名された邸宅を造ったが、シューハルトの没後はグラーツ大学の所有になっている。

## 業績
ボン大学の博士論文をもとに書いた初期の著作『Der Vokalismus des Vulgärlateins』(1866-1868, 全3冊)を除くとシューハルトには自らの言語理論をまとめた著書がなく、論文はさまざまな雑誌に分散している。1922年に彼の数百の論文を主題ごとにまとめ直した『Schuchardt-Brevier』が出版され、これによってシューハルトの考えの概略を知ることができる。
- Spitzer, Leo (1922). Hugo Schuchardt-Brevier: ein Vademekum der allgemeinen Sprachwissenschaft. Halle: Max Niemeyer （1928年に増補された第2版が出版された）

### 一般言語学の理論
シューハルトは早くから言語・方言・下位方言などの区別が相対的なものに過ぎないと考えていた。言語は個人ごとに異なるものであり、その違いが伝播する様子を水面の波が広がるさまに例えた。このことをシューハルトは1870年の講義で述べており、ヨハネス・シュミットの波紋説(1872)より早かったが、シューハルト説が実際に出版されたのはシュミットよりずっと遅かった。
- Über die Klassifikation der romanischen Mundarten. Graz. (1900)

シューハルトは言語の歴史的研究を否定はしないが、当時の言語学が歴史的研究に重点を置きすぎていることに反対し、言語研究は現在から始めるべきであると主張した。また話者個人の心理に重点を置いた「言語心理学」(Sprachpsychologie)を提唱した。
シューハルトは1885年に小冊子『音法則について：青年文法学派に反対する』を公刊した。
- Über die Lautgesetze. Gegen die Junggrammatiker. Berlin: Oppenheim. (1885)

この書物の中で、シューハルトは青年文法学派のいう音変化の法則が自然界の法則と異なって一回性のものであることを指摘した。また青年文法学派が音変化が例外なく起きるとしたことに反対した。
シューハルトにとって、音が人間の意思と無関係に変わるという説はロマン主義的な思いこみにすぎなかった。シューハルトによれば言語は過程(Vorgang)であって、発話する個人の性格・文化・年齢・性別などに依存する。音変化はある少数の語について特定の個人によって始められ、それが他の語や他の人間に広がるという新しいモデルを提出した。音法則は単に広がった後の状態を観察したものに過ぎなかった。
シューハルトはまた語源研究において音変化ばかりが強調される当時の風潮を批判し、個々の語の意味の変化の研究の重要性を説いた。その目的で語の地理的分布の研究の重要性を指摘した。これは後の言語地理学を予見するものであった。

### 諸言語の研究
シューハルトは1875年にウェールズ地方を訪れた。この前後に多くのケルト語関係の研究論文を書いている。
1880年代以降はクレオールやバスク語を熱心に研究した。またクレオールに限らず混合言語の研究に大きな貢献をした。シューハルトによればすべての言語は多かれ少なかれ混合言語なのであった。
- Kreolische Studien. Wien: In commission bei C. Gerold's sohn. (1882-1890)（全9部）
- Slawo-deutsches und Slawo-italienisches. Graz: Leuschner & Lubensky. (1884)
- “Beiträge zur Kenntnis des kreolischen Romanisch”. Zeitschrift für romansche Philologie 12-13. (1888-1889).

さらにヴォラピュークのような人工言語の研究も行なった。ただし特定の人工言語を支持したわけではなかった。
- Auf Anlass des Volapüks. Berlin: R. Oppenheim. (1888)

バスク語については100本を越える研究論文を書き、他にバスク語文法の入門書も書いた。
- Primitiae linguae Vasconum: Einführung ins Baskische. Halle: Max Niemeyer. (1923)

シューハルトはロマンス語派とケルト語派の親縁関係を論じた。またバスク語の系統についてはさまざまな説を立て、ケルト語派・イベリア語・ハム諸語（とくにベルベル語）・カフカス諸語との親縁関係を論じたが、現在において認められているものはない。

## 影響
シューハルトの理論は比較言語学万能の当時においては必ずしも評価されなかったが、青年文法学派の代表であるヘルマン・パウルの『言語史原理』では音法則が自然界の法則と意味が異なることを示し(福本訳p.140)、また語の混合(8章)・言語の混用(22章)でシューハルトの研究を引用している。
シューハルトはクレオール研究の草分けであった。
シューハルトはバスク語話者以外でバスク語を研究した代表的な人物のひとりであり、1918年にバスク語アカデミーが成立すると、シューハルトは名誉会員に選ばれた。シューハルトのバスク語入門書は1968年に再版された。
ウィーンには彼の名を冠した「シューハルト通り(Schuchardtstraße)」が、グラーツには「フーゴー・シューハルト通り(Hugo-Schuchardt-Straße)」がある。